# Lamothe (Haute-Loire)
Pour les articles homonymes, voir Lamothe.
Lamothe est une commune française située dans le département de la Haute-Loire, en région Auvergne-Rhône-Alpes.
Ses habitants sont appelés les Lamothois et les Lamothoises.

## Géographie

### Localisation
La commune de Lamothe se trouve à 446 mètres d'altitude dans le département de la Haute-Loire, en région Auvergne-Rhône-Alpes.
Elle se situe à 40 km par la route du Puy-en-Velay, préfecture du département, et à 3,6 km de Brioude, sous-préfecture
Les communes les plus proches sont : 
Fontannes (2,7 km), Brioude (3,8 km), Agnat (3,9 km), Chaniat (4,7 km), Cohade (4,8 km), Javaugues (5,2 km), Vieille-Brioude (5,5 km), Lavaudieu (6,0 km).
| Cohade  | Azérat    | Agnat   |
| Brioude | Lamothe   |         |
|         | Fontannes | Chaniat |

### Climat
Pour des articles plus généraux, voir Climat d'Auvergne-Rhône-Alpes et Climat de la Haute-Loire.
En 2010, le climat de la commune est de type climat océanique dégradé des plaines du Centre et du Nord, selon une étude du Centre national de la recherche scientifique s'appuyant sur une série de données couvrant la période 1971-2000. En 2020, Météo-France publie une typologie des climats de la France métropolitaine dans laquelle la commune est exposée à un climat de montagne ou de marges de montagne et est dans la région climatique Nord-est du Massif Central, caractérisée par une pluviométrie annuelle de 800 à 1 200 mm, bien répartie dans l’année.
Pour la période 1971-2000, la température annuelle moyenne est de 10,9 °C, avec une amplitude thermique annuelle de 16,4 °C. Le cumul annuel moyen de précipitations est de 674 mm, avec 7,5 jours de précipitations en janvier et 6,3 jours en juillet. Pour la période 1991-2020, la température moyenne annuelle observée sur la station météorologique de Météo-France la plus proche, « Fontannes », sur la commune de Fontannes à 3 km à vol d'oiseau, est de 11,4 °C et le cumul annuel moyen de précipitations est de 611,9 mm,. Pour l'avenir, les paramètres climatiques de la commune estimés pour 2050 selon différents scénarios d'émission de gaz à effet de serre sont consultables sur un site dédié publié par Météo-France en novembre 2022.

### Hydrographie
L'Allier passe à Cougeac, principal hameau de la commune de Lamothe.

## Urbanisme

### Typologie
Au 1er janvier 2024, Lamothe est catégorisée bourg rural, selon la nouvelle grille communale de densité à sept niveaux définie par l'Insee en 2022.
Elle est située hors unité urbaine. Par ailleurs la commune fait partie de l'aire d'attraction de Brioude, dont elle est une commune de la couronne,. Cette aire, qui regroupe 39 communes, est catégorisée dans les aires de moins de 50 000 habitants,.

### Occupation des sols
L'occupation des sols de la commune, telle qu'elle ressort de la base de données européenne d’occupation biophysique des sols Corine Land Cover (CLC), est marquée par l'importance des territoires agricoles (62,3 % en 2018), en diminution par rapport à 1990 (65,2 %). La répartition détaillée en 2018 est la suivante : 
forêts (31,9 %), terres arables (23,5 %), prairies (22,9 %), zones agricoles hétérogènes (15,9 %), zones urbanisées (5,8 %). L'évolution de l’occupation des sols de la commune et de ses infrastructures peut être observée sur les différentes représentations cartographiques du territoire : la carte de Cassini (XVIIIe siècle), la carte d'état-major (1820-1866) et les cartes ou photos aériennes de l'IGN pour la période actuelle (1950 à aujourd'hui).

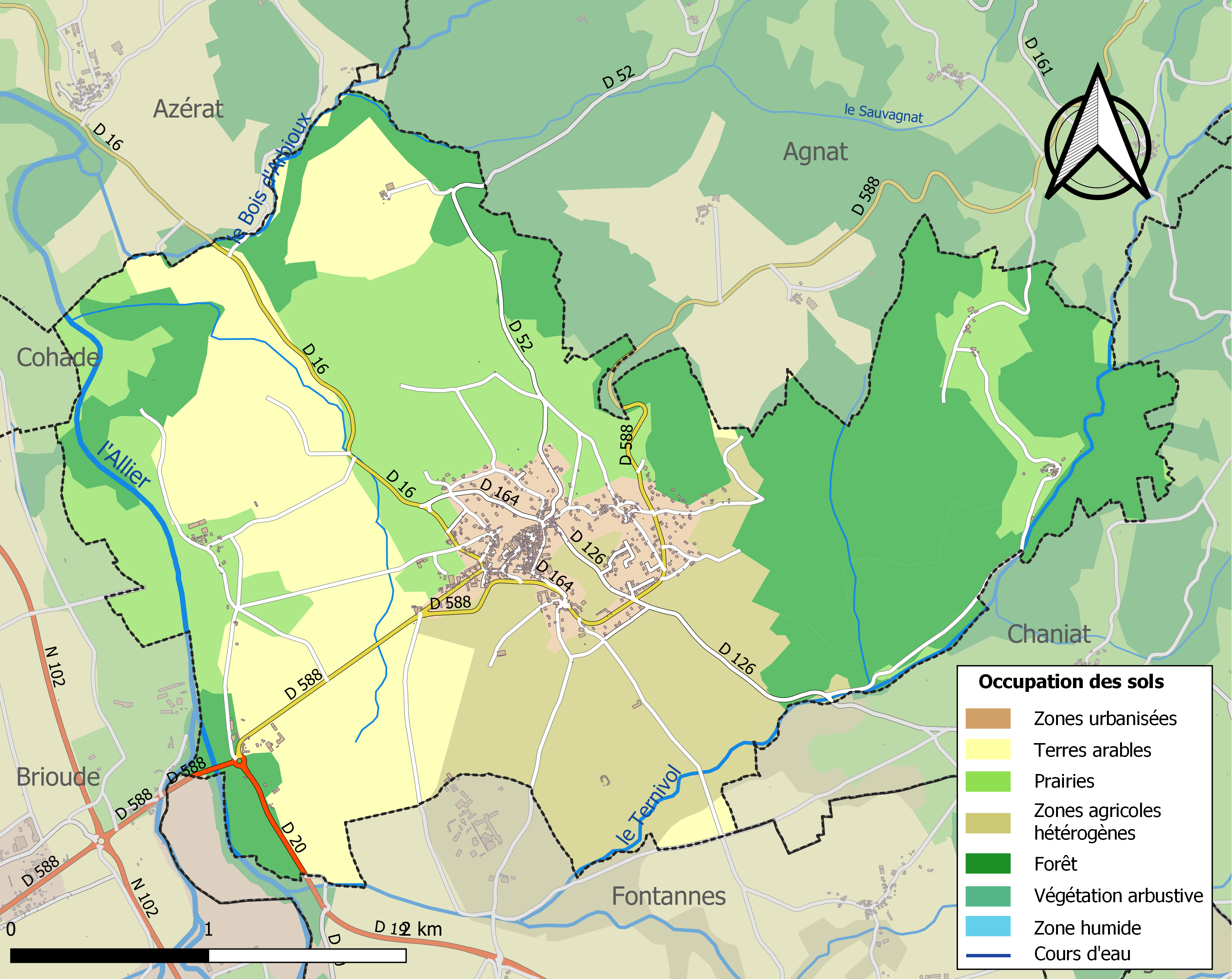
Carte des infrastructures et de l'occupation des sols de la commune en 2018 (CLC).

### Lieux-dits
- Cougeac
- le Pont de Lamothe
- les Flottes
- Pougheon
- Saint Cirgues
- la Tullière
- Vialle

### Habitat et logement
En 2018, le nombre total de logements dans la commune était de 487, alors qu'il était de 483 en 2013 et de 461 en 2008.
Parmi ces logements, 78,5 % étaient des résidences principales, 12 % des résidences secondaires et 9,5 % des logements vacants. Ces logements étaient pour 89,5 % d'entre eux des maisons individuelles et pour 9,6 % des appartements.
Le tableau ci-dessous présente la typologie des logements à Lamothe en 2018 en comparaison avec celle de la Haute-Loire et de la France entière. Une caractéristique marquante du parc de logements est ainsi une proportion de résidences secondaires et logements occasionnels (12 %) inférieure à celle du département (16,1 %) mais supérieure à celle de la France entière (9,7 %). Concernant le statut d'occupation de ces logements, 74,9 % des habitants de la commune sont propriétaires de leur logement (71,5 % en 2013), contre 70 % pour la Haute-Loire et 57,5 pour la France entière.
| Typologie                                               | Lamothe | Haute-Loire | France entière |
| ------------------------------------------------------- | ------- | ----------- | -------------- |
| Résidences principales (en %)                           | 78,5    | 71,5        | 82,1           |
| Résidences secondaires et logements occasionnels (en %) | 12      | 16,1        | 9,7            |
| Logements vacants (en %)                                | 9,5     | 12,4        | 8,2            |

## Histoire

### De Mota à Lamothe
La Mothe doit simplement son nom à la butte sur laquelle se situait le château primitif, isolé par un ravin du reste du promontoire occupé aujourd'hui par le village.
On ne peut dissocier le petit hameau de Vialle, qui aujourd'hui ne forme plus qu'un quartier, de l'histoire de la vicomté de la Mothe. Lieu d'un établissement agricole gallo-romain, une « villa », Vialle (qui a conservé le nom) apparaît au cartulaire de Brioude dès 925. Son église y est mentionnée dans le premier tiers du XIe siècle, placée sous le vocable de Saint-Saturnin, elle pourrait remonter à l'époque mérovingienne. Un édifice plus vaste succède à la première église, sur le même emplacement. En 1072, les droits de l'église furent cédés au monastère de Pébrac et elle devint un prieuré. La paroisse fit partie à l'origine du diocèse de Clermont-Ferrand, puis dépendit de l'évêché de Saint-Flour en 1317, et fut enfin rattachée en 1823 à celui du Puy. En 1773, l'église s'écroula de vétusté, et ce n'est qu'en 1902 que la nouvelle église de style néo-roman, édifiée sur l'ancienne motte, fut bénie.
Le château originel existait encore en 1072, lorsque pour la première fois apparaît (sur la charte du cartulaire de Pébrac) le nom de la mota, châtellenie qui appartenait à Pierre de Bulhon, mais sur laquelle trois frères conservaient des droits : Bertrand, Rodolphe et Dalmas de Mota.
Au XIIe siècle, le château passa sous la domination du comte et du dauphin d'Auvergne. En 1198, le dauphin Robert fit donation de ses droits à Pons IV de Polignac. En 1206, Guy II, comte d'Auvergne, tint un plaid à La Mothe.
Les bases du château actuel, construit sur le ravin, remontent sans doute au XIIIe, au cours duquel plusieurs Polignac se distinguèrent. En 1248, Pons V, vicomte de Polignac et de La Mothe, se croisa avec Saint-Louis et mourut en terre sainte.
En 1304, Guillaume, dit Armand VII de Polignac, fit dresser un terrier de La Mothe. En 1312, il attaqua avec une troupe armée le village d'Alvier. Cette action lui valut une condamnation par le Parlement de Paris.
En 1344, Guillaume II Rog(i)er, frère aîné du pape Clément VI, acquit la vicomté de La Mothe. Il est probable qu'il fit alors reconstruire le château, en utilisant les équipes de bâtisseurs qui travaillaient à La Chaise-Dieu. Une ordonnance du dauphin Charles du 19 juin 1357 prescrivait d'ailleurs au bailli d'Auvergne de « faire réparer les forteresses et les mettre en état pour obvier aux courses des Anglais et Routiers » qui dévastaient le pays.
En 1366, Marquis/Marquès Rog(i)er de Beaufort, seigneur de Canilhac, fils de Guillaume II, frère de Pierre Rog(i)er - élu pape en 1370 sous le nom de Grégoire XI - de Guillaume III vicomte de Turenne, de Nicolas, de Jean et du bâtard Tristan, reçut La Mothe, qui devint La Mothe-Canilhac. Il épousa, en 1369, Catherine, fille du dauphin d'Auvergne, qui lui apporta les droits que ce dernier possédait sur sa terre. En 1386, il fut nommé par Charles VI de France, lieutenant en Rouergue.
Son fils Louis de Beaufort Canilhac, vicomte de La Mothe, se fit remarquer par sa turbulence. En 1445, il menaça de faire jeter dans le puits de la cour du château son petit-cousin Hector, bâtard de Turenne (fils naturel du vicomte Raimond-Louis, lui-même fils de Guillaume III), avec qui il était en procès. Chambellan du roi, il fut nommé bailli de Montferrand et d'Usson de 1468 à 1472.
Son neveu Jacques de Montboissier-Beaufort-Canilhac devint vicomte de La Mothe et épousa en secondes noces le 17 novembre 1526 Charlotte de Vienne (sœur de François de Vienne : deux des enfants de Gérard seigneur de Ruffey et Montmorot, et de Bénigne de Dinteville dame de Commarin et d'Antigny). À cette occasion, il fit réaliser le plafond à caissons de la chambre dite papale. Après sa mort, en 1543, son épouse se remaria avec Joachim de Chabannes, seigneur de Curton, et c'est sous ce nom de Curton qu'elle passa à la postérité, devenant gouvernante, puis dame d'honneur de la reine Marguerite de Valois, surnommée reine Margot.
Gabriel de Montboissier Beaufort Canilhac participa activement à la Fronde et fut condamné à mort et décapité aux Grands Jours d'Auvergne de 1665. Ses biens confisqués furent attribués au sieur Bartillat, garde du trésor royal. Ce dernier les restitua en 1673 à Anne de Laubespin, veuve de Gabriel.
En 1680, La Mothe passa par mariage à la famille de Barentin, puisque Madeleine Perrot, nièce d'Anne de Laubespin épousa Jacques Honoré Barentin, président de la  cour. Il fit subir au château d'importantes transformations, ouvrant en particulier l'actuelle cour intérieure.
Les Barentin possédèrent La Mothe jusqu'à la Révolution. Charles-Paul-Nicolas Barentin de Montchal, dernier seigneur, émigra en 1790.
Au XIXe siècle, le château fut transformé en couvent, puis cédé en partie à la commune qui y installa l'école et le presbytère. Aujourd'hui propriété privée, le château est peu à peu restauré, notamment une importante partie il y a, à peu près cinquante ans. Le château ne peut cependant pas se visiter.
Le village se développe autour du château en commençant par le nord-est, où se situe aujourd'hui le quartier « le fort », puis il s'étend jusqu'à l'actuel quartier de la Côterie. Entouré de remparts, le village était protégé du côté le plus accessible par « le grand vallat » percé encore aujourd'hui de deux portes : « le théron » et « le soulard ». Grâce à l'utilisation des sapins de la forêt de La Chaise-Dieu pour la fabrication des mâts des bateaux de la Marine royale, un trafic intense se développe sur la route traversant le village, voyant, certains jours, deux cents charrois se rendre au port de Lamothe : Cougeac. Les arbres sont acheminés par l'Allier via la Loire jusqu'à Nantes. Au XVIIIe siècle, les habitants, au nombre de 1100, jouissent d'une certaine aisance. Au sein de la cité, l'industrie est très bien représentée par des tanneries, des tuileries, des moulins…

## Politique et administration

### Découpage territorial
La commune de Lamothe est membre de la communauté de communes Brioude Sud Auvergne, un établissement public de coopération intercommunale (EPCI) à fiscalité propre créé le 11 décembre 2018 dont le siège est à Brioude. Ce dernier est par ailleurs membre d'autres groupements intercommunaux.
Sur le plan administratif, elle est rattachée à l'arrondissement de Brioude, au département de la Haute-Loire, en tant que circonscription administrative de l'État, et à la région Auvergne-Rhône-Alpes.
Sur le plan électoral, elle dépend du canton de Brioude pour l'élection des conseillers départementaux, depuis le redécoupage cantonal de 2014 entré en vigueur en 2015, et de la deuxième circonscription de la Haute-Loire   pour les élections législatives, depuis le redécoupage électoral de 1986.

### Liste des maires
Le conseil municipal est composé de quinze membres, dont quatre adjoints.
| Période                                  | Période                       | Identité         | Étiquette | Qualité                     |
| ---------------------------------------- | ----------------------------- | ---------------- | --------- | --------------------------- |
| Les données manquantes sont à compléter. |                               |                  |           |                             |
| 1968                                     | 1989                          | M. Jean Pougheon |           | Pharmacien                  |
|                                          |                               |                  |           |                             |
| mars 2008                                | 2020                          | Annie Auzard     | SE        | Retraitée de l'enseignement |
| 2020                                     | En cours (au 15 octobre 2020) | Alain Jarlier,   |           |                             |

## Population et société

### Démographie

#### Évolution démographique
L'évolution du nombre d'habitants est connue à travers les recensements de la population effectués dans la commune depuis 1793. Pour les communes de moins de 10 000 habitants, une enquête de recensement portant sur toute la population est réalisée tous les cinq ans, les populations de référence des années intermédiaires étant quant à elles estimées par interpolation ou extrapolation. Pour la commune, le premier recensement exhaustif entrant dans le cadre du nouveau dispositif a été réalisé en 2004.

En 2022, la commune comptait 828 habitants, en évolution de −4,83 % par rapport à 2016 (Haute-Loire : +0,36 %, France hors Mayotte : +2,11 %).
| 1793 | 1800 | 1806  | 1821  | 1831  | 1836  | 1841  | 1846  | 1851  |
| ---- | ---- | ----- | ----- | ----- | ----- | ----- | ----- | ----- |
| 963  | 901  | 1 279 | 1 095 | 1 110 | 1 137 | 1 153 | 1 281 | 1 223 |

| 1856  | 1861  | 1866  | 1872  | 1876 | 1881 | 1886 | 1891 | 1896 |
| ----- | ----- | ----- | ----- | ---- | ---- | ---- | ---- | ---- |
| 1 209 | 1 150 | 1 115 | 1 076 | 990  | 955  | 919  | 900  | 804  |

| 1901 | 1906 | 1911 | 1921 | 1926 | 1931 | 1936 | 1946 | 1954 |
| ---- | ---- | ---- | ---- | ---- | ---- | ---- | ---- | ---- |
| 795  | 738  | 652  | 587  | 565  | 573  | 569  | 460  | 475  |

| 1962 | 1968 | 1975 | 1982 | 1990 | 1999 | 2004 | 2006 | 2009 |
| ---- | ---- | ---- | ---- | ---- | ---- | ---- | ---- | ---- |
| 480  | 507  | 532  | 607  | 627  | 715  | 825  | 899  | 831  |

| 2014 | 2019 | 2022 | - | - | - | - | - | - |
| ---- | ---- | ---- | - | - | - | - | - | - |
| 868  | 844  | 828  | - | - | - | - | - | - |

#### Pyramide des âges
La population de la commune est relativement jeune.
En 2018, le taux de personnes d'un âge inférieur à 30 ans s'élève à 33,3 %, soit au-dessus de la moyenne départementale (31 %). À l'inverse, le taux de personnes d'âge supérieur à 60 ans est de 28,2 % la même année, alors qu'il est de 31,1 % au niveau départemental.
En 2018, la commune comptait 427 hommes pour 425 femmes, soit un taux de 50,12 % d'hommes, légèrement supérieur au taux départemental (49,13 %).
Les pyramides des âges de la commune et du département s'établissent comme suit.
| Hommes | Classe d’âge | Femmes |
| ------ | ------------ | ------ |
| 0,7    | 90 ou +      | 0,2    |
| 6,1    | 75-89 ans    | 7,6    |
| 21,3   | 60-74 ans    | 20,4   |
| 22,5   | 45-59 ans    | 21,9   |
| 16,3   | 30-44 ans    | 16,4   |
| 15,6   | 15-29 ans    | 16,2   |
| 17,5   | 0-14 ans     | 17,3   |

| Hommes | Classe d’âge | Femmes |
| ------ | ------------ | ------ |
| 0,9    | 90 ou +      | 2,5    |
| 8,4    | 75-89 ans    | 11,7   |
| 20,4   | 60-74 ans    | 20,5   |
| 21,3   | 45-59 ans    | 20,3   |
| 16,8   | 30-44 ans    | 16,3   |
| 15,2   | 15-29 ans    | 13,2   |
| 17     | 0-14 ans     | 15,6   |

## Économie

### Revenus
En 2018, la commune compte 354 ménages fiscaux, regroupant 819 personnes. La médiane du revenu disponible par unité de consommation est de 21 450 € (20 800 € dans le département).

### Emploi
| Division       | 2008  | 2013  | 2018  |
| -------------- | ----- | ----- | ----- |
| Commune        | 4,3 % | 7,7 % | 5,4 % |
| Département    | 6,3 % | 7,7 % | 7,7 % |
| France entière | 8,3 % | 10 %  | 10 %  |

En 2018, la population âgée de 15 à 64 ans s'élève à 526 personnes, parmi lesquelles on compte 74,1 % d'actifs (68,7 % ayant un emploi et 5,4 % de chômeurs) et 25,9 % d'inactifs,. Depuis 2008, le taux de chômage communal (au sens du recensement) des 15-64 ans est inférieur à celui de la France et du département.
La commune fait partie de la couronne de l'aire d'attraction de Brioude, du fait qu'au moins 15 % des actifs travaillent dans le pôle,. Elle compte 92 emplois en 2018, contre 101 en 2013 et 94 en 2008. Le nombre d'actifs ayant un emploi résidant dans la commune est de 363, soit un indicateur de concentration d'emploi de 25,3 % et un taux d'activité parmi les 15 ans ou plus de 55,8 %.
Sur ces 363 actifs de 15 ans ou plus ayant un emploi, 52 travaillent dans la commune, soit 14 % des habitants. Pour se rendre au travail, 91,4 % des habitants utilisent un véhicule personnel ou de fonction à quatre roues, 0,8 % les transports en commun, 4,1 % s'y rendent en deux-roues, à vélo ou à pied et 3,6 % n'ont pas besoin de transport (travail au domicile).

## Culture locale et patrimoine

### Lieux et monuments
- Château de Lamothe ( Inscrit MH (1988))[26].

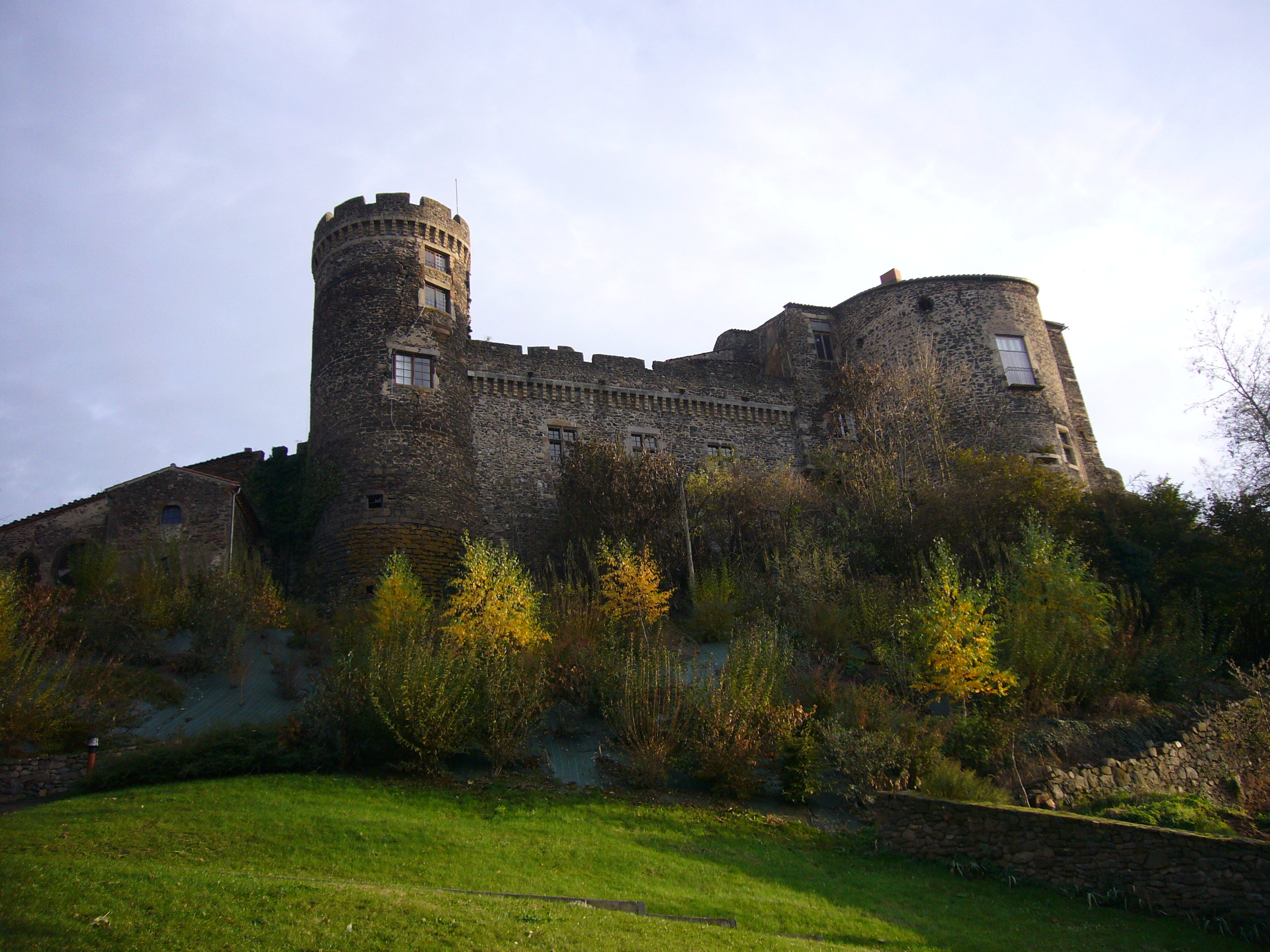
La façade nord du château.

- Prieuré fontevriste de Lamothe : Fondé le 20 octobre 1688, il est établi au lieudit de Lamothe-Barentin, où sont envoyées les religieuses professes de Sainte-Florine ; cette implantation prend fin en 1748 lorsque les onze religieuses sont réunies à la communauté de Brioude[27].[pertinence contestée]
- Ancien pont suspendu de Lamothe : un premier pont suspendu sur l'Allier a été construit en 1835-1836[28]. Ce pont a résisté aux crues de 1846 et 1856, mais la crue de 1866 a déplacé le lit de l'Allier en rive droite. Comme la rivière ne passe plus sous le pont, un pont provisoire mis en place est emporté au cours des crues de 1866 et 1872. La traversée de l'Allier ne se fait plus alors que par bac. Un second pont suspendu[29] est construit entre 1882 et 1887 par Ferdinand Arnodin[30], d'une portée principale de 115 m pour une longueur totale de 185,60 m[31]. Il n'en reste plus que les pylônes après la dépose du tablier et des câbles en 1977. En 1989 un pont en béton précontraint est construit à proximité[32].

### Site naturel
La commune de Lamothe abrite le site naturel du méandre de Précaillé. Situé en bord d'Allier, cet espace naturel est actuellement préservé par le Conservatoire des Espaces et Paysages d'Auvergne et appartient au réseau des espaces naturels sensibles du département de la Haute-Loire. L'intérêt du site est lié aux habitats alluviaux (forêts de bord d'Allier, bras mort, prairie...) et aux espèces présentes. Le Héron cendré et le Milan noir se reproduisent sur le site. Pour plus d'informations, le site du Conservatoire des Espaces et Paysages d'Auvergne :